# Górnośląska Konwencja Węglowa
Górnośląska Konwencja Węglowa (niem. Oberschlesische Kohlen-Konvention) – porozumienie kartelowe górnośląskich kopalń węgla kamiennego działające w latach 1898–1918 i 1925–1930. Od 1925 w składzie Ogólnopolskiej Konwencji Węglowej, 1931–1939 w składzie Polskiej Konwencji Węglowej.
Działała w formie spółki cywilnej z siedzibą w Katowicach. Po pierwszej wojnie światowej Konwencja zrzeszała 14 spółek z branży węglowej oraz Polskie Kopalnie Skarbowe na Górnym Śląsku (kopalnie Skarbofermu). Górnośląska Konwencja Węglowa regulowała konkurencję między członkami kartelu poprzez ustalanie kwot kartelowych dla poszczególnych przedsiębiorstw i podział rynków zbytu, co łagodziło skutki konkurencji między uczestnikami kartelu szczególnie podczas wojny celnej z Niemcami. Kopalnie skoncentrowane w Konwencji wydobywały 95% węgla na obszarze Górnego Śląska i zatrudniały około 84 000 pracowników. Począwszy od lipca 1925 Górnośląska Konwencja Węglowa uczestniczyła w Ogólnopolskiej Konwencji Węglowej, w ramach której została jej przyznana kwota wydobycia w wysokości 74% ogólnej kwoty wydobycia.